# Eraldo Leite
Eraldo Leite, nome artístico de Eraldo Luís Tinoco Barbosa Leite, (Campos dos Goytacazes, 30 de janeiro de 1957), é um jornalista e radialista brasileiro. Atualmente trabalha na Super Rádio Tupi.
Em 1975, Eraldo Leite saiu de Campos determinado a estudar Jornalismo. Sua experiência havia começado três anos antes, ainda no interior do Rio, quando se tornou apresentador das notícias de esporte de um programa estudantil. Tornou-se aluno da UFRJ e, dois anos depois, foi contratado pela Rádio Nacional para integrar a jovem equipe comandada por José Carlos Araújo. Em seguida, trabalhou como repórter esportivo, foi chefe de reportagem, coordenador e comentarista da equipe de Esportes do SGR no Rio de Janeiro. Atualmente, atua na Super Rádio Tupi.
Para quem, desde garoto, sempre foi apaixonado por futebol, de passar os domingos na estrada desde Campos dos Goytacazes - 12 horas ida e volta - até o Rio de Janeiro para ir ao Maracanã, ver seus ídolos de perto, participar de uma Copa do Mundo era um sonho.
O campista Eraldo Leite conseguiu realizá-lo - e muito mais. Fez a cobertura de 11(onze) Copas do Mundo e cumpriu, desde 1977, a trajetória de um repórter que já inscreveu o nome entre os maiores do rádio-jornalismo esportivo. 
Das ONZE Copas em que esteve presente, levando a sua voz de repórter para milhões de brasileiros colados ao rádio, Eraldo Leite tem marcados dois momentos tão opostos quanto intensos pelo tamanho da emoção vivida.
Em 1982, na Copa do Mundo da Espanha, o Brasil tinha uma seleção que parecia destinada a acabar com o jejum de títulos desde 1970. Torcedores e jornalistas estavam empolgados com as exibições do time de Telê Santana, muito mais ainda um jovem repórter que vivia a primeira experiência em um Mundial.
- Foi a minha primeira Copa do Mundo, e aquela seleção era incrível. Tanto dentro quanto fora de campo. Eram outros tempos, em que os jornalistas tinham um convívio com os jogadores que ia além do trabalho profissional. Terminadas as entrevistas, ficávamos conversando, em um ambiente de camaradagem que aumentava a nossa admiração por eles.
Os três gols de Paolo Rossi, no dia 05 de julho de 1982, na vitória de 3 a 2 da Itália, acabaram com a história que tinha tudo para ter final feliz.
- Foi muito triste ver o que aconteceu tão logo o juiz apitou o final do jogo. Chegou a doer na alma. Não parecia verdade, saber que a Copa havia acabado para o Brasil.
A tristeza profunda que Eraldo Leite diz ter sentido demorou duas Copa do Mundo para ser superada. Em 1994, nos Estados Unidos, a frustração deu lugar à euforia, com a conquista do tetracampeonato. O adversário era, de novo, a Itália. Eraldo Leite estava no Estádio Rose Bowl, em Pasadena, quando Baggio chutou o pênalti para fora. O Brasil era tetra mundial.
- Foi uma sensação maravilhosa, uma alegria que contagiou até os jornalistas estrangeiros que estavam na sala de imprensa. Eles torceram para a Seleção Brasileira e, ao final, todos me abraçaram. Comemoramos juntos.
Eraldo Leite participou, no Brasil, em 2014, da sua nona Copa do Mundo, como profissional de destaque da Rádio Globo Rio de Janeiro, pela última vez como repórter e, ao mesmo tempo, pela primeira vez como comentarista. Um Mundial no seu país, com a possibilidade de se fazer presente na conquista do hexa no mesmo Maracanã que embalou a sua paixão pelo futebol.
- O rádio e o futebol são duas paixões que caminham juntas. Tenho orgulho da minha profissão, que exerço com a mesma empolgação de quando comecei na Rádio Continental de Campos, e que terá agora o privilégio de fazer a cobertura da Copa no meu país. É muito mais do que sonhei. Texto de Luiz Augusto Nunes - site CBF- atualizado por Sueli Leite, esposa.
Eraldo Leite completou 10 Copas com a cobertura da Copa da Rússia em 2018. Desta vez com um olhar mais amplo para todos os jogos, não apenas para a caminhada da seleção brasileira.
- Quando você está acompanhando de perto a seleção, quase não vê os outros jogos, mal sabe dos acontecimentos da Copa como um todo. Na Rússia pude cobrir a Copa do Mundo vendo todas as seleções jogarem, declara Eraldo.
Eraldo apresentou, por cerca de 10 anos o programa dominical Enquanto a Bola Não Rola, que reunia os comentaristas da Rádio Globo: Gérson Canhotinha de Ouro, Luiz Mendes, Osvaldo Pascoal, Paulo Roberto, Bob Faria, Dé Aranha e Felipe Cardoso, foram alguns dos debatedores do programa que comandava, com participação dos Trepidantes (repórteres da Rádio Globo). Desde 2012, quando da volta do locutor esportivo Luiz Penido à Rádio Globo Rio de Janeiro, Eraldo passou a ser o comentarista principal da Rádio Globo, e exerceu a função de coordenador da equipe da Rádio Globo de 2009 a 2016. No mesmo ano, passou a ser ouvido também na CBN, com a união das equipes esportivas do Sistema Globo de Rádio.
Em fevereiro de 2023, ele deixou o Futebol Globo/CBN e passou a integrar a equipe esportiva da Super Rádio Tupi.
Tornou-se novamente Comunicador, apresentando o programa Bola em Jogo, aos domingos, de 12h às 15h, além de seguir como comentarista dos jogos de futebol, na Tupi.
Desde 2016 entrou para o mundo digital como youtuber, através de seu próprio canal Eraldo Leite Na Cara do Gol.
INSCREVA-SE
YouTube
youtube.com/@eraldoleitenacaradogol
Instagram
instagram.com/eraldoleiteoficial
Facebook
facebook.com/eraldoleiteoficialnacaradogol
Twitter
twitter.com/eraldoleitetupi

## Televisão
Eraldo Leite também foi repórter na TV, quando integrou a equipe da Band Rio em 1999. Em 2014, passou a participar do Balanço Esportivo, na CNT Rio de Janeiro. Em outubro de 2019, se tornou comentarista do esportivo Os Donos da Bola, na Band Rio, atuando até 2020.

## As Copas que cobriu
1982 - Espanha (Rádio Nacional)
1986 - México (Rádio Globo)
1990 - Itália (Rádio Tupi)
1994 - EUA (Nacional)
1998 - França (Globo)
2002 - Coreia/Japão (Globo)
2006 - Alemanha (Globo)
2010 - África do Sul (Globo)
2014 - Brasil (Globo)
2018 - Rússia (Globo/CBN)
2022 - Qatar (Globo/CBN)